# Ángulo de Camper
Definido por el holandés Petrus Camper como ángulo facial. Se trata de un ángulo formado por la línea facial, definida por la parte más prominente de la frente y la parte más anterior del reborde alveolar del maxilar superior, y el plano de camper, formado por una línea horizontal que va desde el oído y hasta el ala de la nariz. Indica la inclinación de la frente.
Camper comprobó que los europeos presentaban un ángulo de 80°, los africanos de 70° y el orangután de 58°.

## Nota
1. ↑  Miriam Claude Meijer (1999). Race and aesthetics in the anthropology of Petrus Camper (1722-1789). Rodopi. pp. 112-. ISBN 9789042004344. Consultado el 1 de mayo de 2011.

- Datos: Q2849633